# Roger Fanfant
Roger Fanfant (* 1900 in Pointe-à-Pitre, Guadeloupe; † 1966) war ein französischer Musiker (Akkordeon, Violine) und Bandleader des Jazz und des Biguine.
Als Jugendlicher lernte Roger Fanfant zunächst Akkordeon, später Violine. 1917 spielte er in einem Stummfilmkino in Pointe-à-Pitre. Nach Ableisten des Militärdienstes zog er 1920 nach Marseille und spielte dort in verschiedenen Orchestern. Nach seiner Rückkehr nach Guadeloupe gründete er die Formation Fany-Jazz, die er in den folgenden Jahren ausbaute; 1933 benannte er das Orchester in Fairness’s Jazz um, in dem damals auch Robert Mavounzy spielte. 1937 ging Roger Fanfant mit der Band nach Paris, um dort auf der Weltausstellung 1937  aufzutreten und seine Heimat mit der Musik von Guadeloupe, dem Biguine-Jazz zu vertreten. In Paris nahm er drei Schallplatten für Pathé mit dem Musiker und Komponisten Al Lirvat auf, u. a. das Stück „Touloulou Mi Touloulou A Ou La“. 